# Lee Sung-jae

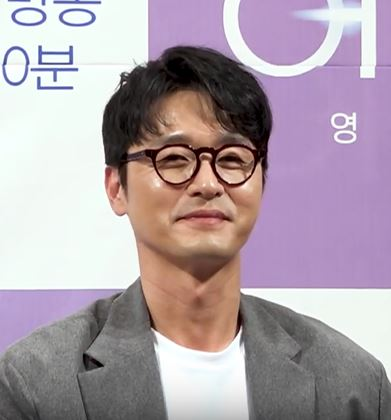
Lee Sung-jae, 2019

Lee Sung-jae (* 23. August 1970 in Seoul) ist ein südkoreanischer Schauspieler.
Er wurde 1999 in Kim Sang-jins schriller Actionkomödie Attack the Gas Station! in Korea bekannt, er spielte hier einen rauen Kerl mit weichem Herz.
2002 spielte er den Bösewicht in Public Enemy von Kang Woo-seok. Seine neueren Filme haben eher geringeren Erfolg, in Korea ist er aber in Serien weiterhin sehr populär.

## Filmografie
- 1998: Ghost in love
- 1998: Art Museum by the Zoo
- 1999: Attack the Gas Station!
- 2000: Barking Dogs Never Bite
- 2001: A Day
- 2001: Kick the Moon
- 2002: Public Enemy
- 2004: Ice Rain
- 2004: Dance with the Wind
- 2004: Sin Seok-gi Beulluseu (신석기 블루스)
- 2005: State of Violence (홀리데이)
- 2006: The Triangle (Daisy)
- 2007: The Mafia and the Salesman
- 2010: Dreams Come True
- 2010: Natalie (나탈리)
- 2013: Song of Strings
- 2013: Gu Family Book